# Giuseppe Brienza
Giuseppe Brienza (n. 20 decembrie 1938, Tobruk, Libia – d. 28 mai 2018, Rionero in Vulture, Basilicata, Italia) a fost un om politic italian, membru al Parlamentului European în perioada 1999-2004 din partea Italiei. 
1. ↑  Deputații în Parlamentul European